# Приходит дракон
«Приходит дракон» (перс. اژدها وارد‎) — иранский драматический фильм, снятый Мани Хагиги. Мировая премьера ленты состоялась в феврале 2016 года на Берлинском международном кинофестивале.

## Сюжет
Оранжевый «Шевроле Импала» направляется на кладбище, расположенное посреди пустынного ландшафта. На следующий день, 22 января 1965 года премьер-министр Ирана был застрелен перед зданием парламента. Делом по поводу убийства стал заниматься инспектор полиции Бабак Хафизи. Своё расследование он начинает на древнем острове Кешм в Персидском заливе при помощи инженера и геолога.

## В ролях
- Амир Джадиди — Бабак Хафизи
- Хомаюн Ганизаде — Бехнам
- Эхсан Гударзи — Кейван Хаддад
- Киана Таджаммоль — Шарзал Бешарат
- Надер Фаллах  — Алмас
- Али Багнери — Джавад Чараки
- Камран Сафаманеш — Саид Джахангири
- Джавад Ансари — Даршан

## Награды и номинации
Фильм был отмечен 14 номинациями и 6 наградами на различных кинофорумах как внутри страны, так и международных.